# Ruby Wax

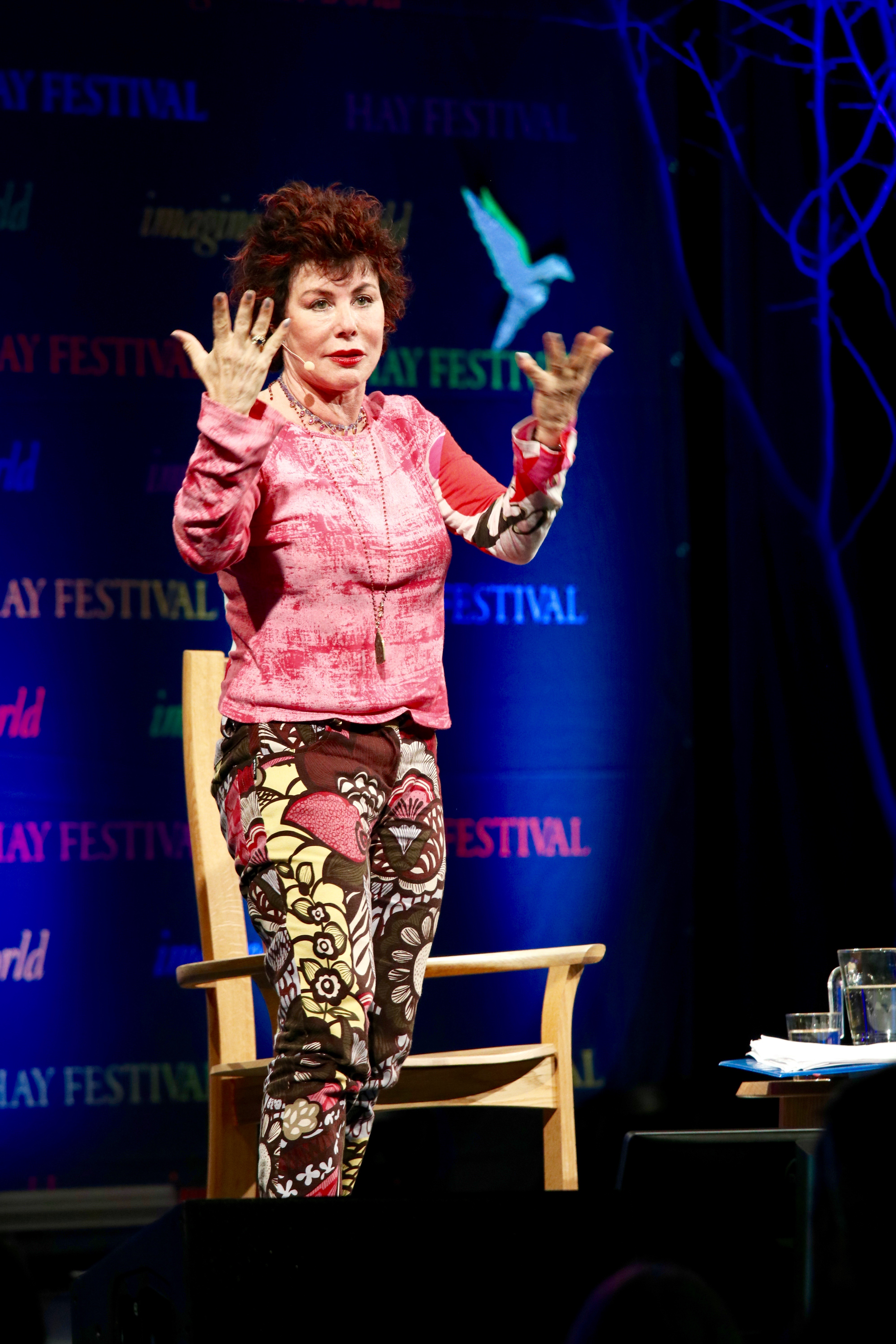
Ruby Wax, 2007

Ruby Wax (* 19. April 1953 in Evanston, Illinois, USA; eigentlich Ruby Wachs) ist eine US-amerikanisch-britische Comedian, die in den 1980er Jahren eine Karriere im Vereinigten Königreich als Mitglied der Alternative Comedy machte und in den 1990er Jahren vor allem durch ihre Interview-Shows The Full Wax und Ruby Wax meets… bei der BBC berühmt wurde. Zu den Interviewpartner zählten Donald Trump, Madonna und Imelda Marcos.

## Leben
Ruby Wax wurde am 19. April 1953 in Evanston  geboren, ihre Eltern waren österreichische Juden, die 1939 vor den Nationalsozialisten geflüchtet waren. Ihr Vater war Fabrikant, ihre Mutter Buchhalterin.
Ruby Wax studierte Psychologie an der University of California, Berkeley. Später studierte sie an der Royal Scottish Academy of Music and Drama, wo sie sich mit dem Schauspieler Ian Charleson anfreundete, dem sie in dem Buch For Ian Charleson: A Tribute (1990) ein Kapitel widmete, nachdem er 1990 an AIDS gestorben war. Ihre Schauspielkarriere begann Wax am Crucible Theatre in Sheffield, wo sie Regisseur Alan Rickman kennenlernte, der sie zum Comedy-Schreiben inspirierte. Er führte später bei vielen ihrer Bühnenshows Regie und war ein enger Freund. Ruby Wax ist mit dem TV-Produzenten und -Regisseur Ed Bye verheiratet. Wax und Bye haben drei gemeinsame Kinder: einen Sohn, Max (geb. 1988), und zwei Töchter, Madeleine (geb. 1990) und Marina (geb. 1993).

## Die Schauspielerin
1978 wurde sie von der Royal Shakespeare Company aufgenommen und arbeitete an der Seite von Juliet Stevenson in dem Stück Maß für Maß, von Michael Hordern in Verlorene Liebesmüh, als Jane in The Way of the World, wo sie Zoë Wanamaker ersetzte, und trat in dem Dreipersonenstück Sore Throats von Howard Brenton auf. Wax spielte in der britischen Fernsehserie Die Profis 1980 als die amerikanische Studentin Lonnie in der Folge „Ein Sportsmann stirbt“ mit. 1981 trat sie in der Fortsetzung des Films The Rocky Horror Picture Show namens Shock Treatment in Erscheinung. Dort spielte sie die Rolle der Betty Hapschatt. Einen kurzen Auftritt als Sekretärin hatte Wax außerdem in Barbara’s Baby – Omen III.

## Die Comedian
Ihre Comedy-Popularität entstand durch ihre besondere Interviewtechnik: Sie war immer offen, frech und laut, in Übereinstimmung mit dem britischen Stereotyp eines US-Amerikaners. Ihre körperliche Erscheinung war auf dieses Bild abgestimmt: rotes Haar und blutroter Lippenstift. Dieses Markenzeichen untermauerte sie im Jahr 1985, als sie als großmäulige US-amerikanische Schauspielerin Shelley DuPont in der britischen Sitcom Girls On Top auftrat, die sie selbst auch geschrieben hatte. Laut einer BBC Arena-Dokumentation stieg Wax durch ihre Rolle als Backstage-Interviewerin bei der Amnesty-International-Benefizshow The Secret Policeman’s Ball 1987 wesentlich in ihrer Karriere auf.
Viele ihrer frühen Fernsehshows basierten darauf, dass sie in bestimmten Situationen auf Menschen traf und diese dann einfach interviewte, jedoch meist außergewöhnliche Bürger, einschließlich eines in der Sowjetunion kurz vor deren Zusammenbruch. 1987 bekam Wax ihre eigene Comedy-Talkshow Don’t miss Wax auf Channel 4. Ebenfalls wurde sie als Radiomoderatorin von The Superstation angeheuert, einem Übernachtservice für kommerzielles Radio in Großbritannien. 1989 trat sie in der Red-Dwarf-Episode „Timeslides“ als amerikanische Reporterin auf.
Ihre Arbeit bei der BBC begann Wax im Jahr 1991 mit TV-Dokumentationen und Interview-Programmen. Programme über alternative Gesundheit und Interviews zur Primetime gipfelten Mitte der 1990er mit der Serie Ruby Wax Meets… aus dem Jahr 1996, in der sie Persönlichkeiten des öffentlichen Lebens wie Imelda Marcos und Pamela Anderson interviewte. Wax wurde 1996 für einen BAFTA Award nominiert für ihr Interview mit Sarah, Herzogin von York – ein Interview, das von über 14 Millionen Zuschauern gesehen wurde. Sie hatte zudem mehrere Gastauftritte in der Sketch-Serie Absolutely Fabulous, für die sie auch als Dramaturgin während der gesamten Serien-Laufzeit arbeitete.
Von November 2001 bis Juni 2002 präsentierte Wax eine Quizfernsehshow auf BBC 1 mit dem Titel The Waiting Game. Ihre letzte BBC-Interview-Serie wurde im Jahr 2003 ausgestrahlt.

## Die Jahre nach 2002
2002 verfasste Wax ihre Memoiren mit dem Titel How Do You Want Me?, die laut der Bestsellerliste der The Sunday Times zu einem Bestseller wurde.
Im März 2003 war Wax eine der Promi-Kandidaten, die an der Talentshow Comic Relief does Fame Academy, einem Spin-off der BBC-Castingshow Fame Academy, bei der alle Erlöse an die Wohltätigkeitsorganisation Comic Relief gingen. Obwohl keine Sängerin, schaffte es Wax bis ins Finale und wurde Zweitplatzierte gleich nach Will Mellor.
Wax hatte eine Nebenrolle in dem 2005 erschienenen Film Ein Haus in Irland. 2005 trat sie als prominente Kandidatin in Ant & Dec’s Gameshow Marathon auf und schaffte es bis zur Show Sales of the Century, bevor sie geschlagen wurde. Im Sommer 2006 war sie Promi-Turnierreiterin der BBC-Sport-Benefizveranstaltung Only Fools On Horses. Sie präsentierte 2006 die Reality-Fernsehshow Cirque de Celebrité auf Sky One. Wax spielte auch in einer Episode von Jackass mit, wo sie am Gumball 3000 teilnahm. Während das Rennen an der lettischen Grenze gestoppt wurde, rang sie mit der Jackass-Persönlichkeit Chris Pontius im Wrestling. 2009 kehrte Wax zu Comic Relief zurück, um bei Comic Relief does the Apprentice mitzumachen. Auch in der 2010 ausgestrahlten Comic-Relief-Ausgabe Comic Relief Does Master Chef wirkte sie mit und bereitete eine Vorspeise für den Premierminister David Cameron zu.
2009 hatte die Show Ruby Wax Goes Dutch im niederländischen Fernsehsender Net 5 Premiere.
Wax’ 2010 erstmals gezeigte Stand-Up-Show Losing It beschäftigt sich mit ihrer Erfahrung einer Depression. Die Show wurde 2011 im Londoner The Duchess Theatre gespielt. Wax gründete im selben Jahr eine Webseite als Antwort auf die zahlreichen Publikumsreaktionen. Darüber hinaus coacht Wax in Sachen Kommunikation sowohl im öffentlichen als auch im privaten Sektor.
Ab 2011 besuchte Wax das Kellogg College an der University of Oxford, um ihren Master in Kognitiver Psychotherapie abzuschließen, nachdem sie zuvor ein Graduiertenzertifikat in Psychotherapie und Beratung am Londoner Regents College erlangt hat.
Seit 2019 ist Wax Kanzlerin der University of Southampton.

## Kontroversen
Popetown
Die von der BBC im Jahr 2004 in Auftrag gegebene Trickfilm-Serie Popetown persiflierte die katholische Kirche und den Vatikan. Ruby Wax mimte die Stimme des Papstes, der als infantil dargestellt wurde. Nach heftigen Protesten entschied sich die BBC gegen eine Ausstrahlung. In Deutschland erschien die erste Folge am 3. Mai 2006 auf MTV. Insgesamt wurden zehn Episoden gezeigt.
Verleumdungsfall
Im Februar 2004 erreichte die irische Journalistin Patricia Danaher eine außergerichtliche Einigung mit Wax, die zunächst behauptet hatte, dass Danaher in einem Interview für Ulster-TV rassistische Bemerkungen über ihre jüdische Herkunft gemacht hatte. Die Rechtsabteilung von Ruby Wax entschuldigte sich und kündigte an, dass der Fall mit einer Abfindung beigelegt werden konnte.
Opposition zur behindertengerechten Rampe
Im November 2005 wurde Wax von Richard Kay, Kolumnist bei der Daily Mail, dafür kritisiert, dass sie eine oppositionelle Haltung gegenüber dem Vorschlag einer behindertengerechten Rampe nahe der gemeinnützigen Kunstgalerie Couper Collection einnehme. Die britische Sonntagszeitung The Observer berichtete ebenfalls über die Kontroverse, ebenso wie die Musikband I, Ludicrous in dem Lied „The Ruby Wax Song“, das auf ihrem Album Dirty Washing im Jahr 2008 erschien.

## Interview-Shows und Dokumentationen
- Don’t Miss Wax, Channel 4, 1987–1988
- Miami Memoirs, Channel 4, 1988
- East Meets Wax, Channel 4, 1988
- Class of ’69, Channel 4, 1989
- Wax on Wheels, Channel 4, 1988–1989
- Ruby Takes a Trip, BBC, 1991
- The Full Wax, BBC, 1991–1993
- Ruby Wax Meets…, BBC, 1994–1998
- Ruby's American Pie, BBC, 1999
- Ruby Gets Streetwise, BBC, 2000
- Ruby, BBC, 1997–2002
- Ruby Wax With…, BBC, 2003

## Veröffentlichung
- How Do You Want Me? Ebury Press, London, 2002, ISBN 0-09-188662-7.